# All the Colours of the World are Between Black and White
All the Colours of the World are Between Black and White è un film del 2023 diretto da Babatunde Apalowo. È stato proiettato al 73º Festival Internazionale del Cinema di Berlino e ha vinto il Teddy Award per il miglior lungometraggio a tema LGBT.

## Trama
Due uomini di nome Bambino e Bawa si incontrano a Lagos durante un concorso fotografico e fanno amicizia. Esplorando la città sviluppano un forte affetto l'uno per l'altro. Ma i loro sentimenti, a causa delle norme sociali sull'omosessualità, sono difficili da esprimere.

## Riconoscimenti
- 2023 – Festival internazionale del cinema di Berlino
  - Teddy Award